# Wiener Brücke (Berlin)
Die Wiener Brücke im Berliner Ortsteil Kreuzberg verband ab 1896 die Wiener Straße zunächst mit dem Wiesenufer und nach deren Anlegung mit der Straße An der Wiener Brücke (später Liststraße, dann Graetzstraße, heute Karl-Kunger-Straße) im Ortsteil Berlin-Alt-Treptow über den Landwehrkanal. Sie wurde im April 1945 von der Wehrmacht gesprengt.

## Geschichte
Im Vorfeld der Berliner Gewerbeausstellung 1896, die als eine Berliner Antwort auf die Weltausstellungen in Paris und London angelegt war, wurde die bis dahin abseits gelegene Landgemeinde Treptow verkehrstechnisch erschlossen. Neue Straßen, Bahnhöfe, Gleise für die Straßenbahn und auch Brücken wurden gebaut, um insgesamt sieben Millionen Gäste auf das Ausstellungsgelände befördern zu können. Den Beschluss zum Bau der Wiener Brücke mit einem Kostenaufwand von 300.000 Mark (kaufkraftbereinigt in heutiger Währung: rund 2,6 Millionen Euro) fasste der Magistrat am 21. September 1894.
So wurde die Wiener Brücke zur Entlastung der Schlesischen Brücke mit einer Stützweite von 22 m konstruiert. Als Erbauer der Brücke werden Hermann Rohde und Stadtbaumeister Paul Saminski genannt. Die Brücke war mit vier von Wilhelm Wandschneider und Adolf Kürle gestalteten Reliefs (Durchmesser ca. 180 cm) aus rotem Sandstein geschmückt, die (um Fehlstellen ergänzte) Szenen aus dem Gigantenfries des Pergamonaltars nachbildeten, ebenso waren die beiden Schlusssteine des Brückenbogens Funden aus Pergamon nachgebildet. Der einige Jahre zuvor von deutschen Archäologen unter der Leitung von Carl Humann ausgegrabene und für Berlin gesicherte Pergamonaltar war nach der Wiederzusammensetzung um diese Zeit als ein Meisterwerk der Antike erkannt worden. Der in der Stadtvertretung vorgeschlagene Name Humannbrücke konnte sich jedoch nicht durchsetzen.
Anlässlich der Berliner Gewerbeausstellung überquerte die zweite, von den Berliner Elektrischen Straßenbahnen in Betrieb genommene Linie ab April 1896, aus der Wiener Straße kommend, die Brücke in Richtung Nordosten ans Wiesenufer (parallel zur Lohmühlenstraße). Die heute in der Straßenflucht der Wiener Straße verlaufende Karl-Kunger-Straße auf der Treptower Seite gab es noch nicht und wurde um 1899 angelegt.
Am 23./24. April 1945 wurde die Wiener Brücke von deutschen Wehrmachtstruppen gesprengt, um den Vormarsch der Roten Armee zu behindern. Zwei der Reliefs hatten die Sprengung der alten Brücke 1945 gut überstanden. Sie wurden auf dem Friedhof in Berlin-Heiligensee aufgestellt, wobei die Szene Der sterbende Gigant Alkyoneus, besiegt von der Göttin Athena heute Hauptbestandteil eines Mahnmals ist, das der Opfer des Zweiten Weltkriegs gedenkt.
Etwa 1957 wurde an derselben, für den Verkehrsfluss wichtigeren Stelle eine Holz- und Stahlkonstruktion lediglich für Fußgänger errichtet. Dafür erhielt die Stadtverwaltung von der Teltowkanal AG eine Fußgängerbrücke, die zuvor den Teltowkanal überspannte. Mit dem Bau der Berliner Mauer auf der Treptower Seite der Brücke 1961 gehörte sie zum Grenzgebiet zwischen West- und Ost-Berlin. Sie verlor die Bedeutung als Verbindung zwischen Treptow und Kreuzberg, wurde geschlossen und verfiel, um nach der politischen Wende wieder eröffnet zu werden, bis sie im August 2000 endgültig abgerissen wurde.

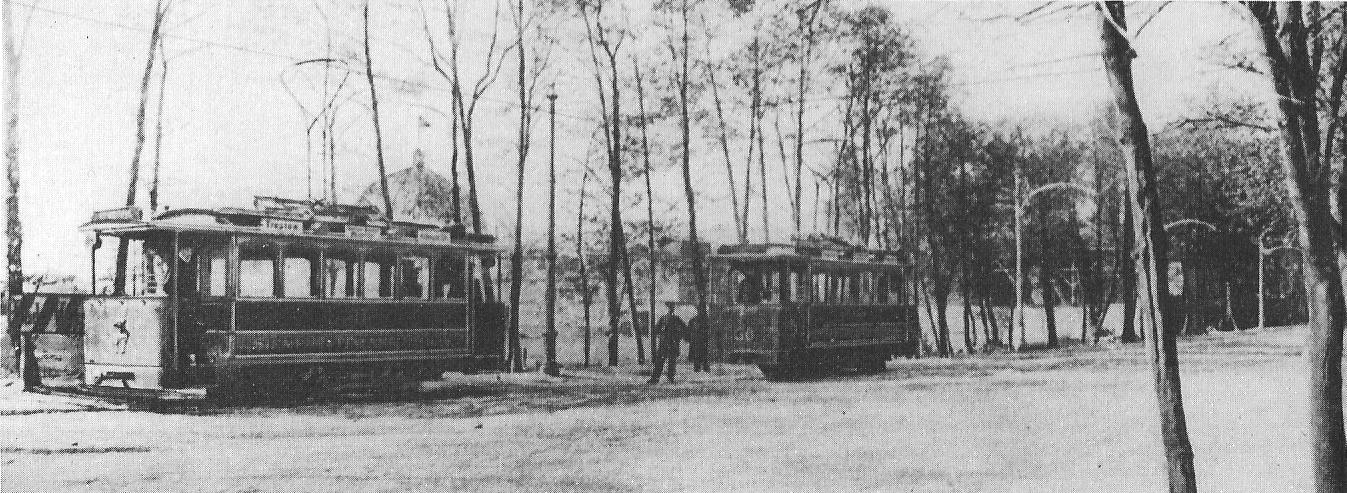
Straßenbahntyp, der die Brücke ab 1896 überquerte
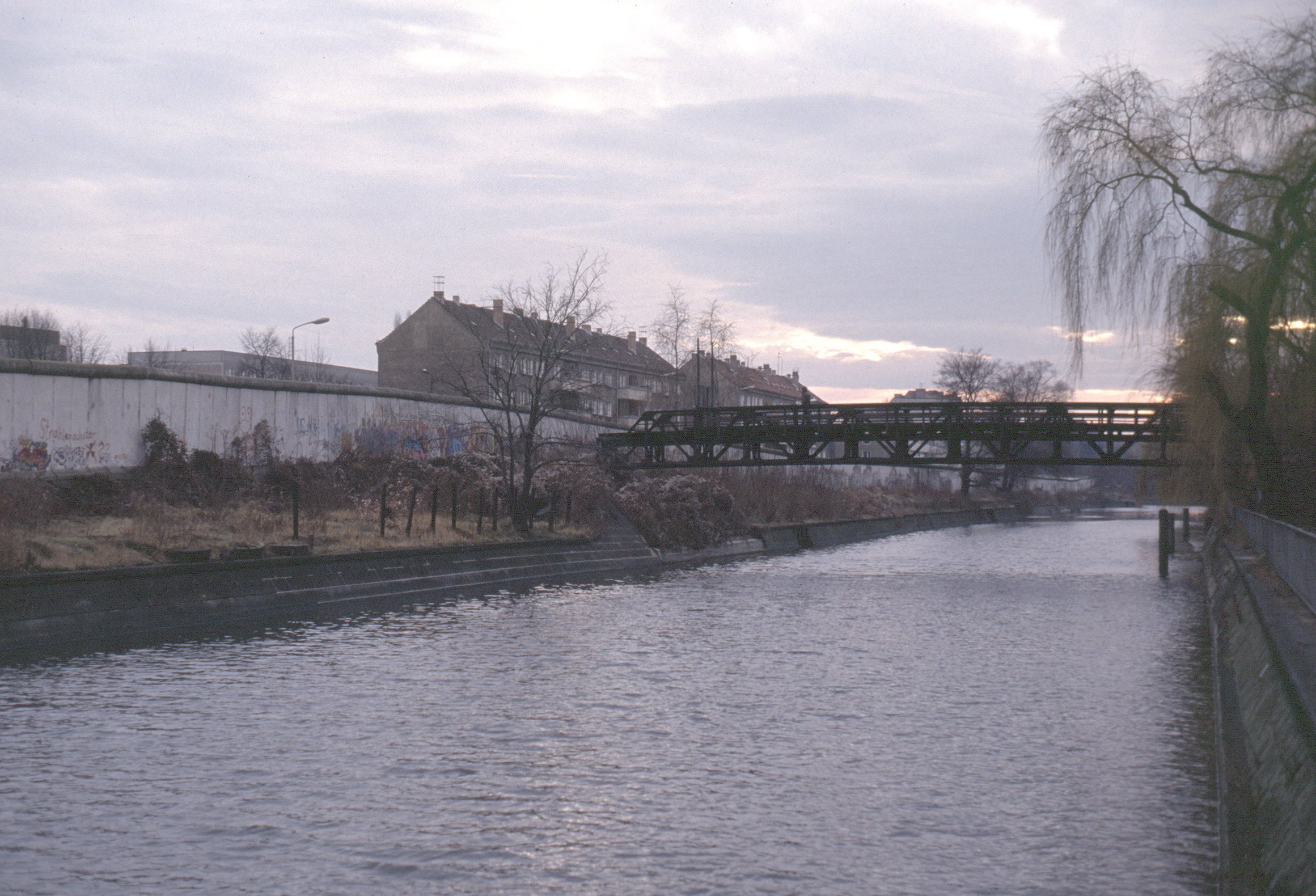
Die Fußgängerbrücke als Ersatz 1989
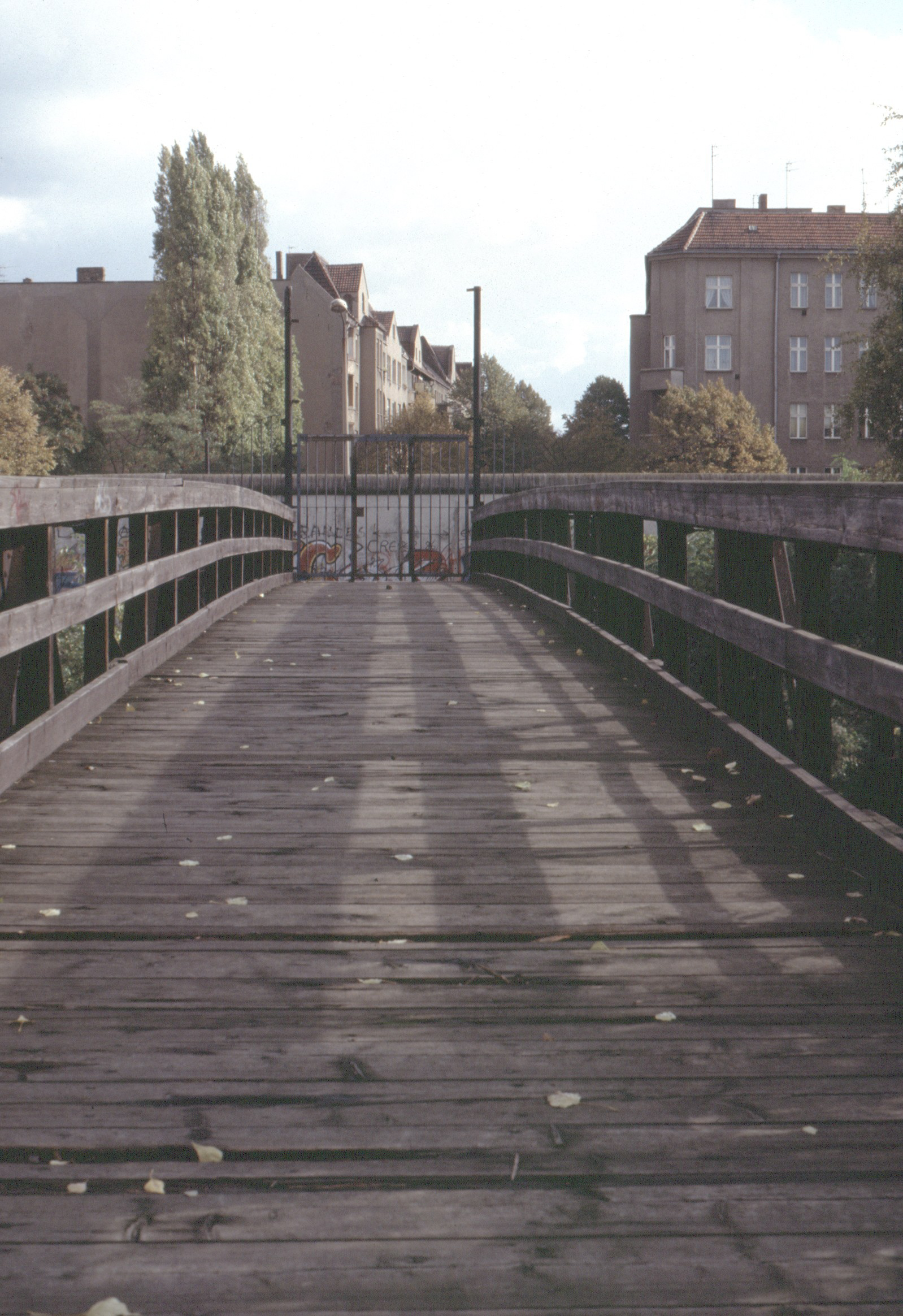
Gesperrte Fußgängerbrücke 1989
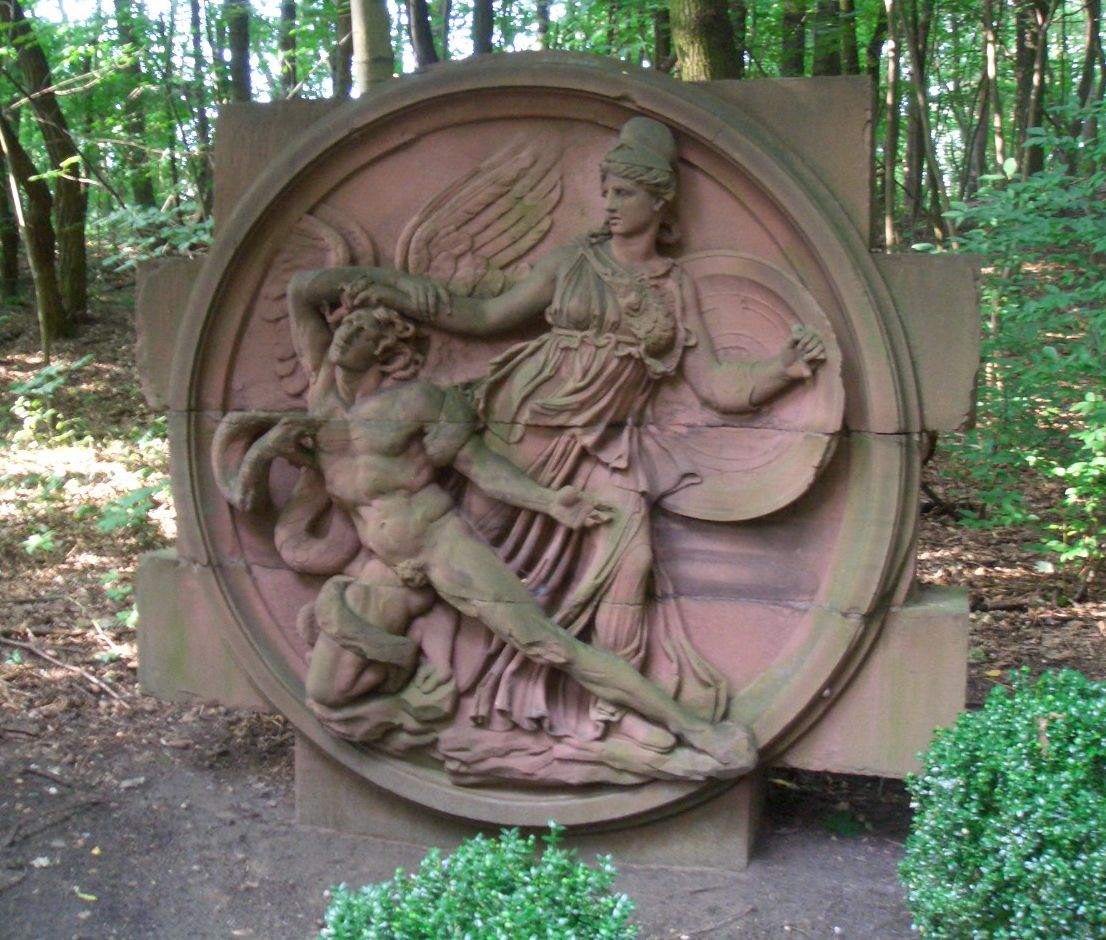
Eines der geborgenen Reliefs: Den Opfern 1939–1945, Friedhof Heiligensee